# Huachi Grande
Huachi Grande ist ein südlicher Vorort von Ambato und eine Parroquia rural („ländliches Kirchspiel“) im Kanton Ambato der ecuadorianischen Provinz Tungurahua. Die Parroquia besitzt eine Fläche von 14,46 km². Die Einwohnerzahl lag im Jahr 2010 bei 10.614. 

## Geschichte
Am 5. August 1949 kam es in der Gegend zu einem starken Erdbeben mit großen Zerstörungen auch in Huachi Grande. Huachi Grande wurde am 29. Juli 1957 zu einer Parroquia erhoben. Zuvor war der Ort ein Caserío im Kanton Tisaleo.

## Lage
Die Parroquia Huachi Grande liegt im Anden-Hochtal von Zentral-Ecuador im Westen der Provinz Tungurahua. Huachi Grande liegt auf einer Höhe von 2880 m etwa 4 km südsüdwestlich vom Stadtzentrum von Ambato. Die Fernstraße E35 (Ambato–Riobamba) durchquert die Parroquia. Die E493B, eine Ausfallstraße von Ambato, trifft in Huachi Grande auf die E35.
Die Parroquia Huachi Grande grenzt im Norden an die Stadt Ambato, im Nordosten an die Parroquias Picaihua, Totoras und Montalvo, im Süden an den Kanton Tisaleo sowie im Westen an die Parroquia Santa Rosa.